# 府県道および地方費道
府県道および地方費道（ふけんどうおよびちほうひどう）は、旧道路法(大正8年法律第58号)によって定められた道路。府県道はこれを認定した府県知事が管理することが定められた。府県制でなかった北海道については地方費道と呼ばれ、これを認定した北海道庁長官が管理した。現在の都道府県道にあたる道路。また、北海道については北海道道路令により地方費道より1つ等級が下の準地方費道も認定されていた。
1952年(昭和27年)の現行道路法及び道路法施行法の施行により、旧道路法による府県道、地方費道及び北海道道路令による準地方費道は都道府県道とみなされた。

## 概要
旧道路法が施行された1920年(大正9年)4月1日に、国道については内務省告示第28号（国道路線認定の件）で、府県道及び地方費道については各府県知事及び北海道庁長官により道路認定が行われた。
この旧道路法の施行により、それまで国道・県道・里道を定義づけていた明治9年6月8日付太政官達第60号が廃止となった。
府県道、地方費道は以下の項目に該当する路線について府県知事、北海道庁長官が認定した。(北海道にあっては、府県庁は道庁、郡役所は支庁と読み替える)
1. 府県庁所在地より隣接する府県庁所在地に達する路線
2. 府県庁所在地より府県内の郡市役所所在地に達する路線
3. 府県庁所在地より府県内の枢要の地、港津または鉄道停車場に達する路線
4. 府県内枢要の地よりこれと密接の関係を有する枢要の地、港津または鉄道停車場に達する路線
5. 府県内枢要の港津よりこれと密接の関係を有する枢要の地または港津に達する路線
6. 府県内枢要の鉄道停車場よりこれと密接な関係を有する枢要の地または港津に達する路線
7. 数市町村を連絡する幹線にしてその沿線地方と密接の関係を有する枢要の地、港津または鉄道停車場に達する路線
8. 枢要の港津または鉄道停車場より、これと密接の関係を有する国道または府県道に連絡する路線(大正11年追加分)
9. 地方開発のため必要にして将来前各号の1に該当すべき路線

1952年(昭和27年)12月5日に現行道路法が施行されると、認定された府県道、地方費道及び準地方費道はそのまま都道府県道とされたが、国道への昇格、主要地方道の指定を受けて都道府県道は再編されていった。

## 歴史
- 1919年 (大正8年) 4月10日　旧道路法が公布。
- 1920年 (大正9年) 4月1日　旧道路法施行。これによる、府県道、地方費道及び北海道道路令による準地方費道の認定がされる。
- 1926年 (大正15年) 9月1日　内務大臣が大正9年内務省令第6号の第1条第5号の規定による府県道を指定。(指定府県道)
- 1952年 (昭和27年) 6月10日　現行道路法が公布。